# MOON (レベッカの曲)
「MOON」（ムーン）は、レベッカの9枚目のシングル。1988年2月26日にCBS・ソニー / FITZBEATから発売された。

## 背景
前作「Nervous but Glamorous」から約4か月ぶりとなるシングルで、アルバム『Poison』からのシングルカットとしてリリースされた。曲の途中で女性の「せんぱい」という声が入っており、幽霊の声がすると当時騒がれたが、その声の正体はエフェクトをかけたNOKKOの声であると、レベッカのディレクターだった山西昭司が後に明かししている。
カップリングの「VIRGINITY (LIVE VERSION)」は、2枚目のシングル「ヴァージニティー」のライブ音源である。

## 収録曲
| 全作曲: 土橋安騎夫、全編曲: レベッカ。 |                             |           |            |      |
| #                                      | タイトル                    | 作詞      | 作曲・編曲 | 時間 |
| 1.                                     | 「MOON」                    | NOKKO     | 土橋安騎夫 | 4:46 |
| 2.                                     | 「VIRGINITY」(LIVE VERSION) | 宮原芽映  | 土橋安騎夫 | 5:20 |
| 合計時間:                              | 合計時間:                   | 合計時間: | 10:06      |      |

## カバーしたアーティスト
| アーティスト | 収録作品                           | 発売日                           | 備考                                                    |
| MOON         | MOON                               | MOON                             | MOON                                                    |
| ------------ | ---------------------------------- | -------------------------------- | ------------------------------------------------------- |
| 久宝留理子   | tribute to REBECCA DREAM DISCOVERY | 1999年11月10日                   | レベッカのトリビュート・アルバム                        |
| NOKKO        | NOKKO sings REBECCA tunes 2015     | 2015年10月28日                   | セルフカバー                                            |
| 清春         | Covers                             | 2019年9月4日                     |                                                         |
| 椎名林檎     | (生)林檎博'24－景気の回復－        | 2025年6月25日(ライブDVD/Blu-ray) | 2024年10月5日～12月15日開催の同名ツアーライブでの披露。 |